# Freddy Figueroa
Freddy Figueroa Ortiz (* 26. listopadu 1994 Guayaquil, Ekvádor) je ekvádorský zápasník–judista.

## Sportovní kariéra
S judem začínal v 11 letech v rodném Guayaquilu pod vedením Andrése Pesa a Harolda Lary. V ekvádorské reprezentaci se pohybuje od roku 2013 a připravuje se pod vedením Roberta Ibáñeze. V roce 2015 na sebe poprvé upoutal pozornost širší veřejnosti druhým místem na Panamerických hrách v Torontu. V roce 2016 si vybojoval přímou kvalifikaci na olympijské hry v Riu, kde vypadl v prvním kole s Korejcem Kim Song-minem.

### Vítězství
- 2014 - 1x světový pohár (Santiago de Chile)
- 2015 - 1x světový pohár (San Salvador)

## Výsledky
| Turnaj                  | 2013       | 2014       | 2015       | 2016       | 2017       |  |
| Turnaj                  | 19         | 20         | 21         | 22         | 23         |  |
| Turnaj                  | těžká váha | těžká váha | těžká váha | těžká váha | těžká váha |  |
| ----------------------- | ---------- | ---------- | ---------- | ---------- | ---------- |  |
| Olympijské hry          |            |            |            | úč.        |            |  |
| Mistrovství světa       | —          | —          | úč.        |            | úč.        |  |
| Panamerické hry         |            |            | 2.         |            |            |  |
| Panamerické mistrovství | 5.         | 5.         | 3.         | 5.         | 3.         |  |